# Bulk & Skull
Bulk & Skull zijn twee fictieve personages uit de televisieserie Power Rangers. Ze zijn permanente personages van Mighty Morphin Power Rangers t/m Power Rangers: In Space. Bulk komt daarnaast ook nog voor in Power Rangers: Lost Galaxy en Power Rangers: Samurai, en beiden hadden een gastoptreden in Power Rangers: Wild Force.
De volledige namen van het duo zijn Farkas Bulkmeier (gespeeld door Paul Schrier) en Eugene Skullovitch (gespeeld door Jason Narvy), maar vrijwel iedereen kort hun namen af tot Bulk en Skull. De twee vormen in de serie over het algemeen de vrolijke noot met hun niet al te slimme gedrag. Hun uiterlijk (Bulk is dik en Skull dun) doet denken aan het duo Laurel en Hardy.

## Mighty Morphin Power Rangers
Bulk en Skull maakten hun debuut in de eerste aflevering van de serie. In het eerste seizoen zijn ze de lokale pestkoppen en punks van Angel Grove High, en het lokale jongerencentrum. Gedurende het hele eerste seizoen probeerden ze voortdurend om rijk te worden of hun ego te vergroten. Maar hierbij maken ze zichzelf alleen maar belachelijk omdat elk plan uitdraait op een fiasco.
Gedurende het tweede seizoen van de serie maken ze het tot hun persoonlijke missie om de ware identiteiten van de Rangers te ontdekken. Ironisch genoeg lukt ze dat ook twee keer. De eerste keer is toen de Rangers hun geheugen verloren door toedoen van het Scatterbainmonster. Bulk en Skull wisten met een prisma de geheugenwisstraal van dit monster te blokkeren en het effect terug te draaien. Ze verloren hierbij zelf echter hun eigen kortetermijngeheugen en dus ook hun herinneringen aan de Rangers' identiteiten. De tweede maal toonde een helderziende Bulk wie de Rangers waren, maar hij geloofde haar niet.
Skull is in de serie verliefd op Kimberly en Bulk lijkt een oogje te hebben op Trini. Echter, als de twee in het gezelschap van de overige Rangers zijn, noemen ze hen 'nerds'. In het begin van de serie heeft Skull de gewoonte om alles wat Bulk zegt te herhalen.
In het derde seizoen ondergaat het duo een verandering wanneer ze lid worden van de Angel Grove Junior Police Force en voor het eerst luitenant Stone ontmoeten. Stone wordt hierna zelf ook een vast personage, die geregeld Bulk en Skull opdrachten geeft. Alleen weten Bulk en Skull deze opdrachten altijd te verknallen.

## Mighty Morphin Alien Rangers
Gedurende deze serie worden Bulk en Skull net als de Rangers weer kinderen door Master Viles Orb of Doom. Bulk wordt tijdelijk veranderd in het "Brat Boy"-monster door Rita Repulsa en Lord Zedd.

## Power Rangers: Zeo
Gedurende Power Rangers: Zeo zijn Bulk en Skull leden van de Junior Police Force, totdat luitenant Stone wordt ontslagen. Bulk en Skull gaan hierna voor Stone werken, die zijn eigen detectivebureau begint. Rond dezelfde tijd krijgen Bulk en Skull onverwacht hulp van Goldar en Rito Revolto, die hun geheugen hadden verloren. Toen de twee hun geheugen hadden terugkregen, waren ze weer naar Rita en Zedd teruggekeerd.
Aan het einde van Zeo accepteren Bulk en Skull het aanbod om voor een detectivebureau in Frankrijk te gaan werken. Deze beslissing wordt echter geheel genegeerd in Power Rangers: Turbo, waarin het duo nog gewoon voor Stone werkt.

## Power Rangers: Turbo
In Turbo: A Power Rangers Movie worden Bulk en Skull gevangen door Divatox maar later bevrijd door de Rangers. Aan het begin van Power Rangers: Turbo krijgen ze de kans om wederom bij het politiekorps te komen, omdat detective Stone Ernie wordt vervangen als de eigenaar van het plaatselijke café. Voordat ze dit aanbod kunnen accepteren, worden beiden door Elgar veranderd in chimpansees.
Bulk en Skull blijven gedurende enkele afleveringen in hun chimpansee-gedaante. Hun stemmen worden nog wel gedaan door Paul Schrier en Jason Narvy, maar alleen het publiek kan hen verstaan. Ironisch genoeg neemt Jerome Stone hen onder zijn hoede.
Ze worden uiteindelijk terugveranderd in mensen, maar als bijwerking zijn ze tijdelijk onzichtbaar. Nadat ze weer zichtbaar zijn geworden, proberen ze nieuwe baantjes te vinden, variërend van pizzabezorgers tot bouwvakkers.

## Power Rangers: In Space
Gedurende Power Rangers: In Space verlaat Jerome Stone de serie. Bulk en Skull gaan hierna de assistenten van de verstrooide professor Phenomenus, die koste wat het kost buitenaards leven wil vinden en vangen.
De grootste verandering in karakter bij Bulk en Skull komt in de finale van de serie getiteld Countdown to Destruction. Hierin veroveren Astronema's troepen de Aarde. Ze verzamelt vervolgens alle burgers van Angel Grove en eist dat de Rangers zichzelf bekend zullen maken. Bulk en Skull zijn de eersten die, om de echte rangers wat extra tijd te geven, beweren dat zij Rangers zijn, gevolgd door nog enkele andere inwoners. Als de echte Rangers zichzelf bekendmaken en de tegenaanval begint, leidt Bulk de inwoners van Angel Grove in het gevecht tegen Astronema's troepen. Door veel fans wordt dit moment gezien als het hoogtepunt uit de geschiedenis van Bulk en Skull.

## Power Rangers: Lost Galaxy
In Power Rangers: Lost Galaxy gaan Bulk en professor Phenomenus aan boord van de ruimtekolonie Terra Venture. Skull wordt alleen even gezien in de eerste aflevering, waarin hij ligt te slapen. Blijkbaar miste hij hierdoor zijn vlucht en bleef achter op de Aarde.
Bulk en professor Phenomenus baten op Terra Venture een café uit. Aan het einde van de serie komen ze samen met de andere inwoners op Mirinoi terecht.

## Power Rangers: Wild Force
In de Power Rangers: Wild Force-aflevering Forever Red hebben Bulk en Skull een gastoptreden. In deze aflevering wordt niet onthuld hoe het kan dat Bulk weer op de Aarde is gekomen na de gebeurtenissen uit Lost Galaxy.
In de aflevering exploiteren de twee samen een tropisch café genaamd "Bulkmeiers". Tommy Oliver, een voormalig Power Ranger, is ook in dit café aanwezig. Bulk en Skull hebben in de aflevering een gesprek over de begindagen van de Power Rangers, waarbij vooral Bulk opschept over hoe hij oog in oog heeft gestaan met Lord Zedd en Rita Repulsa.
Dit is het laatste optreden van de twee als duo.

## Power Rangers: Samurai
Bulk speelt weer mee in het 19e seizoen, Power Rangers: Samurai. Hierin zorgt hij voor Spike, de zoon van Skull, die hem altijd "oom Bulk" noemt. Bulk probeert Spike op te leiden tot samoerai, nadat hij het nieuwe rangerteam in actie heeft gezien, maar dit gaat hem niet goed af.

## Trivia
- Gedurende het filmen van Mighty Morphin Power Rangers: The Movie voelden de acteurs zich nogal achtergesteld. Daarom kregen ze de positie van assistent-regisseurs voor de Power Rangers-afleveringen die rond dezelfde tijd werden gefilmd.
- Paul Schrier regisseerde zelf de "Mighty Morphin Alien Ranger" aflevering "Attack of the 60' Bulk", waarin hij zelf ook even te zien is. Schier regisseerde tevens een aantal Power Rangers: Turbo-afleveringen gedurende de eerste helft van het seizoen (waarin Bulk en Skull chimpansees waren).
- Bulk en Skull zijn het eerste komische duo in Power Rangers. Andere soortgelijke duo's zijn Marah & Kapri in Power Rangers: Ninja Storm en Cassidy & Devin in Power Rangers: Dino Thunder.
- De reden dat Bulk en Skull in de eerste helft van Power Rangers: Turbo in chimpansees werden veranderd, was opdat Narvy en Schrier tijd hadden om zich voor te bereiden op een mogelijke spin-off van Power Rangers die geheel rond Bulk en Skull zou draaien. Deze spin-off kwam echter nooit van de grond en de acteurs keerden derhalve terug in de serie.[1]
- Tussen de seizoenen Lost Galaxy en Wild Force was Paul Schrier nog altijd betrokken bij de PR-crew. Hij deed in zowel Lightspeed Rescue als Time Force de stem van enkele monsters.
- Jason Narvy deed ook stemwerk voor de Sabanserie Masked Rider.